# Formeln för bäring ur koordinater
Formeln för bäring ur koordinater används för att beräkna bäring mellan två punkter med kända koordinater (x och y).
Bäringen {\displaystyle \phi } är enligt formeln:

{\displaystyle tan\phi P1\rightarrow P2=\left({\frac {y2-y1}{x2-x1}}\right)}
För att få rätt värde behövs ett kvadranttillägg. Hur stort detta är beror på vilken kvadrant bäringen befinner sig i. Detta kan man se på om värdet i täljaren och nämnaren efter subtraktionen är positivt eller negativt.
Första kvadranten: {\displaystyle \left({\frac {+}{+}}\right)}: inget tillägg
Andra kvadranten: {\displaystyle \left({\frac {+}{-}}\right)}: tillägg på 200 gon
Tredje kvadranten: {\displaystyle \left({\frac {-}{-}}\right)}: tillägg på 200 gon
Fjärde kvadranten: {\displaystyle \left({\frac {-}{+}}\right)}: tillägg på 400 gon
Observera att formeln är anpassad efter ett geodetiskt koordinatsystem där kvadrantnumreringen sker medurs, till skillnad från ett matematiskt där den sker moturs.
Exempel: Punkten P1 har koordinaterna x=20 och y=50 och punkten P2 har koordinaterna x=100 och y=120. Beräkning av bäringen från P1 till P2 blir:
{\displaystyle tan\phi P1\rightarrow P2=\left({\frac {120-50}{100-20}}\right)\Rightarrow \phi =45,76gon}
Värdet i både täljaren och nämnaren är positivt, alltså är bäringen i första kvadranten och inget tillägg behövs.

Räknar man istället ut bäringen från P2 till P1 blir formeln:
{\displaystyle tan\phi P2\rightarrow P1=\left({\frac {50-120}{20-100}}\right)\Rightarrow \phi =45,76gon}
Eftersom värdet blir negativt i både täljare och nämnare adderas ett kvadranttillägg: {\displaystyle \phi =45,76+200\Rightarrow \phi =245,76gon}